# Trusmadi
Trusmadi of Trus Madi (Maleis: Gunung Trusmadi) is een berg in het noorden van Sabah, op het eiland Borneo. Hij ligt ongeveer 70 kilometer ten zuidoosten van de hoofdstad Kota Kinabalu.
Met zijn hoogte van 2642 meter is de Trusmadi de op een na hoogste berg van Maleisië. Hij ligt vlak bij de 4095 meter hoge Kinabalu, de hoogste berg van Zuidoost-Azië.

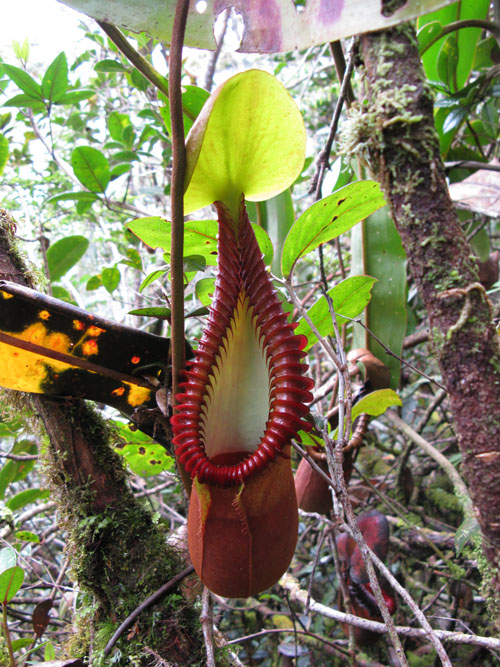
Nepenthes macrophylla is een endemische soort op de Trusmadi

Trusmadi is een sky island, daar hij soorten herbergt die nergens anders voorkomen. Een voorbeeld is de bekerplant Nepenthes macrophylla. De berg huisvest ook de verwante N. lowii en N. tentaculata. De natuurlijke hybride Nepenthes × trusmadiensis, een kruising tussen N. lowii en N. macrophylla, is vernoemd naar de berg.